# Peg (canción)
«Peg» es una canción interpretada por la banda estadounidense de rock Steely Dan, publicada como la cuarta canción de su sexto álbum de estudio Aja (1977). Más tarde, la canción fue publicada en noviembre de 1977 como el sencillo principal del álbum y alcanzó el puesto #11 en el Hot 100 de la revista Billboard.

## Música y letra
«Peg» ha sido descrita por el crítico de AllMusic Stephen Thomas Erlewine como una canción de “pop soleado” con “capas de armonías vocales de jazz”, mientras que el crítico de música Stephen K. Valdez dijo que presenta una fusión de elementos de jazz y rock. En opinión del músico de jazz y académico Andy LaVerne, la canción “tiene el blues en su núcleo, aunque puede que no sea evidente a primera vista”.

## Recepción de la crítica
Pitchfork calificó a «Peg» como su 87.ª mejor canción de la década de 1970, y la describió como la “canción perfecta de Steely Dan y uno de los éxitos más extraños que jamás haya aparecido en mainstream”. El baterista Rick Marotta llama a «Peg» una de las mejores pistas en las que ha tocado.: 0:11:56  En 2017, Dan Weiss de Billboard clasificó la canción en el tercer lugar de su lista de las 15 mejores canciones de Steely Dan, y en 2020, Phil Freeman de Stereogum clasificó la canción en el segundo lugar de su lista de las 10 mejores canciones de Steely Dan.
Billboard elogió la letra “sarcástica”, la “interrupción instrumental punzante” y la interpretación del piano “escalofriante”.

## Posicionamiento

### Gráfica semanal
| Gráfica (1977–78)                             | Pico de posición |
| --------------------------------------------- | ---------------- |
| Canadá (RPM Top Singles)                      | 7                |
| Estados Unidos (Billboard Hot 100)            | 11               |
| Estados Unidos (Billboard Adult Contemporary) | 30               |
| Estados Unidos (Cashbox Top 100)              | 8                |

### Gráfica de fin de año
| Gráfica (1977)                                | Pico de posición |
| --------------------------------------------- | ---------------- |
| Estados Unidos (Billboard Adult Contemporary) | 67               |

| Gráfica (1978)                     | Pico de posición |
| ---------------------------------- | ---------------- |
| Canadá (RPM Top Singles)           | 67               |
| Estados Unidos (Billboard Hot 100) | 62               |